# Phaeadoretus comptus
Phaeadoretus comptus är en skalbaggsart som beskrevs av Ménétriés 1849. Phaeadoretus comptus ingår i släktet Phaeadoretus och familjen Rutelidae. Inga underarter finns listade i Catalogue of Life.